# Белявкі (Тчевський повіт)
Белявкі (пол. Bielawki, нім. Bielawken, 1942–45 Bühlau) — село в Польщі, у гміні Пельплін Тчевського повіту Поморського воєводства.
Населення — 386 осіб (2011).
У 1975-1998 роках село належало до Гданського воєводства.

## Демографія
Демографічна структура станом на 31 березня 2011 року:
|          | Загалом | Допрацездатний вік | Працездатний вік | Постпрацездатний вік |
| -------- | ------- | ------------------ | ---------------- | -------------------- |
| Чоловіки | 143     | 37                 | 93               | 13                   |
| Жінки    | 243     | 55                 | 152              | 36                   |
| Разом    | 386     | 92                 | 245              | 49                   |